# Sorygaza ramsdeni
Sorygaza ramsdeni là một loài bướm đêm trong họ Noctuidae.